# Holdfényexpressz
A Holdfényexpressz a Kispál és a Borz hetedik stúdióalbuma, amely 1998-ban jelent meg.

## Fogadtatása
A Holdfényexpressz 1998. október 12-én első helyen debütált a Mahasz Top 40 albumlistáján. A lemez 1999-ben jelölést kapott az Arany Zsiráf díjra az év hazai rockalbumának kategóriájában.

## Utóélete
2006-ban az album Ha az életben című dala harmadik helyezett lett az Origo internetes portál és a Sláger Rádió által indított Álomsláger nevű szavazáson, amelynek célja „minden idők kedvenc magyar slágerének” kiválasztása volt.

## Az album számai
1. Én is azt szeretném
2. Kinn állok a ház előtt
3. Ha az életben
4. Mindent bele
5. Szívrablás
6. Nagyvárosi románc
7. Csillagközi bál
8. Tesis a világ
9. Már délután
10. Az utolsó aktus a földön
11. Kólagép
12. Éjjeli nyugtató
13. Űrturista
14. Mulató

## Közreműködők
- Lovasi András – ének, basszusgitár
- Kispál András – szólógitár
- Tóth „Csülök” Zoltán – dob
- Dióssy D. Ákos – billentyűs hangszerek, vokál
- Vittay Ferenc – gitár, vokál
- Ágoston Béla – szaxofonok, klarinétok
- Tímár Albert – tuba